# Dortmunder Volksbank

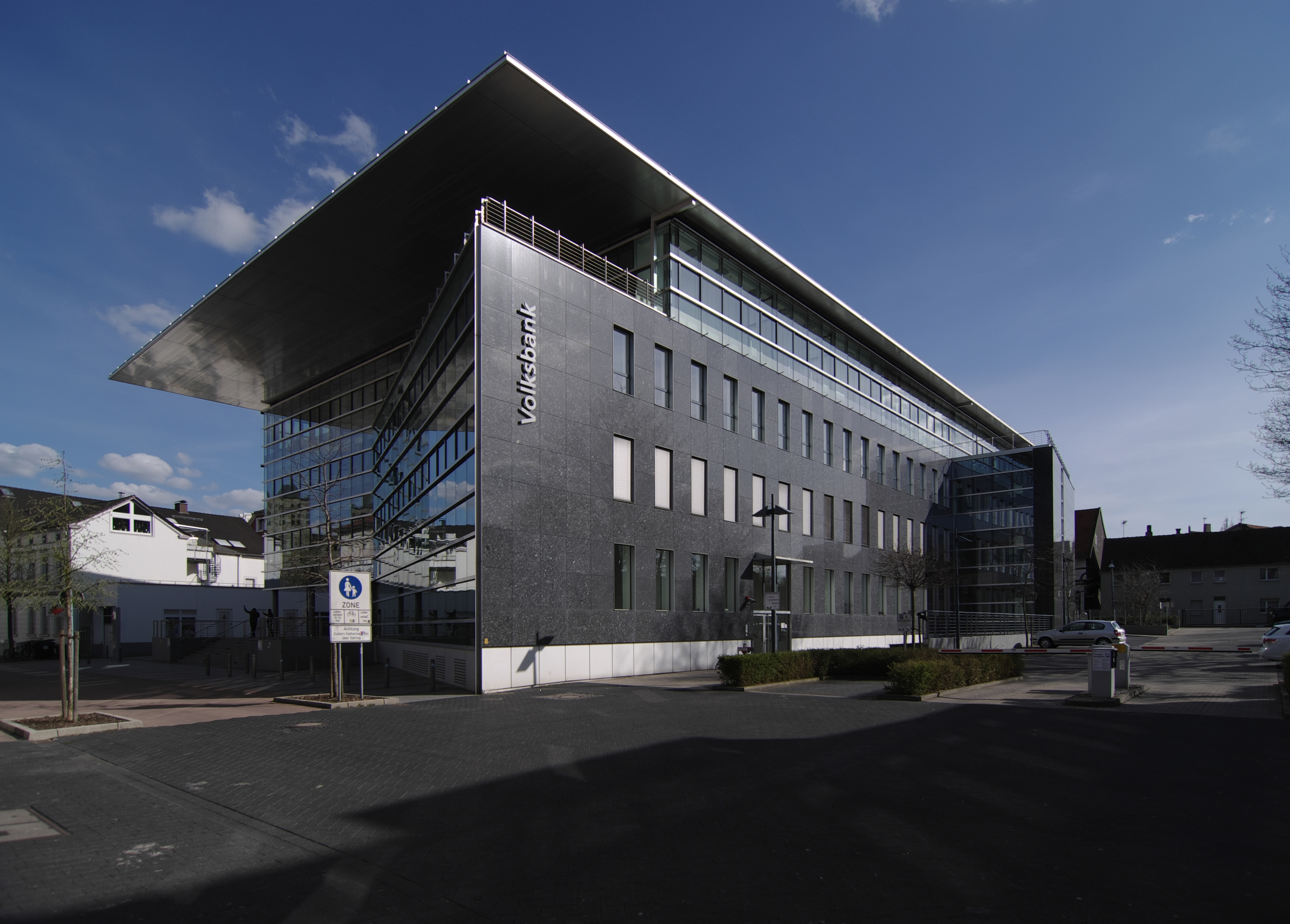
Niederlassung Unna

Die Dortmunder Volksbank eG ist eine Genossenschaftsbank mit Hauptsitz in Dortmund und Zweigniederlassungen in Hamm, Unna, Waltrop, Schwerte, Castrop-Rauxel und Kamen-Werne sowie weiteren Filialen. In Nordrhein-Westfalen ist die Dortmunder Volksbank gemessen an der Bilanzsumme die größte Volksbank. In Deutschland ist das Institut nach  den Volksbanken in Berlin, Frankfurt a. M., Mittelhessen und Offenburg die fünftgrößte Volksbank und steht auf Platz 13 der deutschen Genossenschaftsbanken nach ihrer Bilanzsumme.

## Geschichte und Entwicklung

### Vor 1945
Die Dortmunder Volksbank geht auf eine am 7. Februar 1899 gegründete genossenschaftliche Gewerbebank mit beschränkter Haftpflicht zurück. Die 23 Gründungsmitglieder, Männer aus Handwerk und Handel, beabsichtigten, Bankgeschäfte „zum Zwecke der Beschaffung für das Gewerbe und die Wirtschaft der Mitglieder nötigen Geldmittel“ zu betreiben. Nach anfänglich schweren Zeiten betrug die Bilanzsumme zum zehnjährigen Bestehen eine Million Mark. Im Jahr 1918 wurde erstmals ein eigenes Gebäude bezogen. Die Inflation des Jahres trieb die Bilanzsumme in astronomische Höhen, sie betrug Ende 1923 über eine Trillion Mark. Davon blieben nach der Abwertung auf Rentenmark ganze 19 Pfennig Eigenkapital übrig. 1924 brachte die neue stabile Währung eine schnelle Normalisierung des Geschäftslebens.

### Nach 1945
1965 folgte die Bank der Empfehlung des Deutschen Genossenschaftsverbandes, den Namen Gewerbebank in „Dortmunder Volksbank“ abzuändern. 1971 wurde die Volksbank Castrop-Rauxel durch Fusion übernommen und als Zweigniederlassung weitergeführt. In den 1970er Jahren wurden zahlreiche weitere Filialen gegründet; Geschäftsumfang, Bilanzsumme und Mitgliederzahlen stiegen rapide an. Nach der Fusion mit der Volksbank Hörde eG 1985 und der Fusion mit der Volksbank Dortmund-Asseln 1986 stieg die Bilanzsumme auf 1,25 Milliarden Mark. Das Geschäftsstellennetz in Dortmund, Castrop-Rauxel und Lünen-Brambauer wuchs auf insgesamt 42 Bankstellen. Weitere Fusionen erfolgten 1995 mit der Bank für Beamte und Angestellte und 2003 mit der Volksbank Unna Schwerte.
1999 feierte die Dortmunder Volksbank ihr 100-jähriges Jubiläum.
2013 fusionierte die Dortmunder Volksbank mit der Volksbank Hamm. 2019 erfolgte die Fusion mit der Volksbank Waltrop. Im Jahr 2021 wurde die Volksbank Kamen-Werne mit der Dortmunder Volksbank verschmolzen.

## Leistungsspektrum
Das Leistungsspektrum der Dortmunder Volksbank baut auf vier Säulen: den Auftritt als Filialbank (direkter Kontakt mit Ansprechpartnern in der jeweiligen Filiale), Beratungsbank (Beratung bei Spezialthemen), Onlinebank (Abwicklung des Zahlungsverkehrs sowie des Wertpapierhandels per Online-Banking und Brokerage) sowie SB-Bank (Geldautomaten und SB-Terminals).
Auf Basis dieses Leistungsspektrums nimmt die Dortmunder Volksbank in der Rangliste der Kreditgenossenschaften Deutschlands im Jahre 2020 den 13. Rang (von 812) ein.